# ابوطاهر سلفی
ابوطاهر السلفی ( زاده اصفهان در سال ۱۰۷۹، درگذشته اسکندریه در ۱۱۸۰م)، از دانشمندان و معلمان برجسته مصر قرن دوازدهم میلادی بود. 
اثر مهم او معجم السفر (فرهنگ سفر) است که سال ۱۱۱۷ تا ۱۱۶۴ میلادی را پوشش می دهد و مرجعی مهمی راجع به زندگی فکری در اواخر فاطمیون دانست. 

## زندگی
سلفی دومین مدرسه ای را که در مصر ساخته شد اداره می کرد که در سال ۱۱۴۹ در اسکندریه به دستور عادل بن سالار والی وقت اسکندریه و وزیر خلیفه فاطمی ظافر باعدا الله ساخته شد. مدرسه به نام بنیان‌گذارش «عادلیه» نامیده شد ولی عموم آنرا بنام معلم برجسته‌اش  «السلفیه» میشناختند.
از جمله شاگردان وی ابن قلاقس و تقیه صوریه بوده اند.
سلفی با سیط الاهل بنت خلوانی ازدواج کرد. دخترشان خدیجه (متوفی ۱۲۲۶) با دانشمند ابوالحرام مکی بن عبدالرحمن الطربلسی، پسرش، ابوالقاسم عبدالرحمن (متولد ۱۱۷۴)، نیز از علمای مهم اسکندریه شد.